# Pussycat
Pussycat war eine niederländische Musikgruppe, die in den 1970er Jahren ihre größten Erfolge hatte.

## Erste Jahre
Pussycat entstand 1975 aus der Formation Sweet Reaction mit den drei Schwestern Toni, Betty und Marianne Veldpaus aus Treebeek in der Provinz Limburg.
Die Schwestern verloren schon sehr früh ihren Vater durch einen Lymphtumor. Die Mutter, Marie Verheijen, heiratete drei Jahre später den polnischen Bergarbeiter Steffan Kowalczyk, der die Kinder adoptierte. „Papa Kowalczyk war ein echter Vater für uns. Er verwöhnte uns alle“, sagte später seine Tochter Betty. Der Stiefvater förderte das musikalische Talent der Töchter. Zu Sinterklaas kaufte er ihnen akustische Gitarren und bestellte einen Gitarrenlehrer. Kurz darauf traten sie zu Karneval, Partys und Talentwettbewerben als De Zingende Zusjes („die singenden Schwestern“) auf. Ihr Repertoire beinhaltete zunächst vornehmlich deutsche Schlager, die auch in den Niederlanden beliebt waren. Wenige Jahre später machte sie der Gitarrenlehrer mit dem 18-jährigen Werner Theunissen bekannt, einem Gitarristen der Band The Entertainers, den er über eine Zeitungsanzeige kennengelernt hatte.
Der Mode der 1960er Jahre folgend nannten sich die zu Teenagern herangereiften Schwestern die The BG's from Holland, wobei das BG für Beat Girls stehen soll, aber phonetisch gewollt an die zu jener Zeit erfolgreichen Bee Gees erinnert. Sie interpretieren auch Songs der Bee Gees und Stücke der Motown-Musik in einem guten Close-Harmony-Gesang. Ihr Mentor Werner Theunissen schrieb Lieder für sie, beispielsweise Bitte, bitte, liebe mich. Parallel arbeiteten sie in ihren bürgerlichen Berufen, so als Bürokräfte bei der Heerlener Firma DSM.
Toni lernte zu Beginn der 1970er Jahre den Gitarristen Lou Willé kennen, der mit seinen Brüdern die Formation Ricky Rendall and His Centurions bildete. Kurz darauf heirateten sie und Lou entschloss sich fortan, mit den Schwestern, Werner Theunissen und weiteren Musikern (unter anderem von der Gruppe Scum) die Band Sweet Reaction zu gründen. Es wurden drei Singles produziert, die aber kaum erfolgreich waren. Gleichwohl klang in den Stücken Daddy oder Tell Alain bereits der spätere typische Pussycat-Sound durch. Diese Titel blieben auch später im Repertoire der Sängerinnen.

## Pussycat
Werner Theunissen schrieb weitere Lieder, die mehr und mehr den Gesang der drei Mädchen hervorhoben, nutzte aber auch älteres Material, das noch nie veröffentlicht wurde. So schrieb er das berühmte Lied Mississippi bereits im Jahr 1969, inspiriert von dem Lied Massachusetts der Bee Gees. Da es ein schwermütiges Lied war, das von der Trauer über die leise verklingende, dem modernen Rock ’n’ Roll weichende, Country-Musik handelt, musste er einige Jahre warten, bis er die idealen Interpreten dafür gefunden hatte.
Mit der Gründung der Formation Sweet Reaction legte Theunissen das musikalische Fundament, um dem Song einige Jahre später doch noch zur Geltung zu verhelfen. So sandte die Band ein Demotape mit drei Liedern an die größte Plattenfirma in den Niederlanden, die EMI/Bovema in Heemstede. Der Verlag schloss mit ihr einen Vertrag. Eddy Hilberts wurde ihr Produzent und die Band änderte ihren Namen in „Pussycat“. Im April 1975 wurde Mississippi als Single veröffentlicht und zum größten internationalen Erfolg für Pussycat. Die jungen Frauen gaben ihre Berufe auf und widmeten sich fortan nur noch der Musik. Der Titel erreichte in vielen Ländern die Charts, wurde mit verändertem Text auch auf Deutsch aufgenommen und später von anderen Interpreten gecovert. Die Nachfolgesingles Georgie, Smile oder My Broken Souvenirs erreichten in den Niederlanden, Deutschland und Großbritannien ebenfalls höhere Chartpositionen.
Dave Colman, Radiomoderator beim WDR und Günter Lammers schrieben 1982 die Lieder Take A Look At Me und I'm Still In Love With You für die Gruppe.
Bis 1983 wurden weitere Singles und Alben produziert. Da es für die Clubbesitzer und Konzertmanager billiger war, die Begleitmusik als Backing Track vom Band laufen zu lassen, und die Tourneen mit zahlreichen Musikern viel Geld kosteten, trennten sich die Schwestern von ihrer Begleitband und traten nur noch zu dritt auf. 1985 löste sich das Trio auf.

## Nach der Auflösung
Marianne führte in Brunssum für einige Jahre eine Kneipe. Lou Willé, geschieden von Toni, ist noch heute Musiker. Toni Willé trat als Solistin auf.
Von 1986 bis 1999 traten die Bandmitglieder gelegentlich als „Anycat“ auf. Danach zogen sich Marianne Hensen, heute Veldpaus, und Betty Dragstra vollständig ins Privatleben zurück.

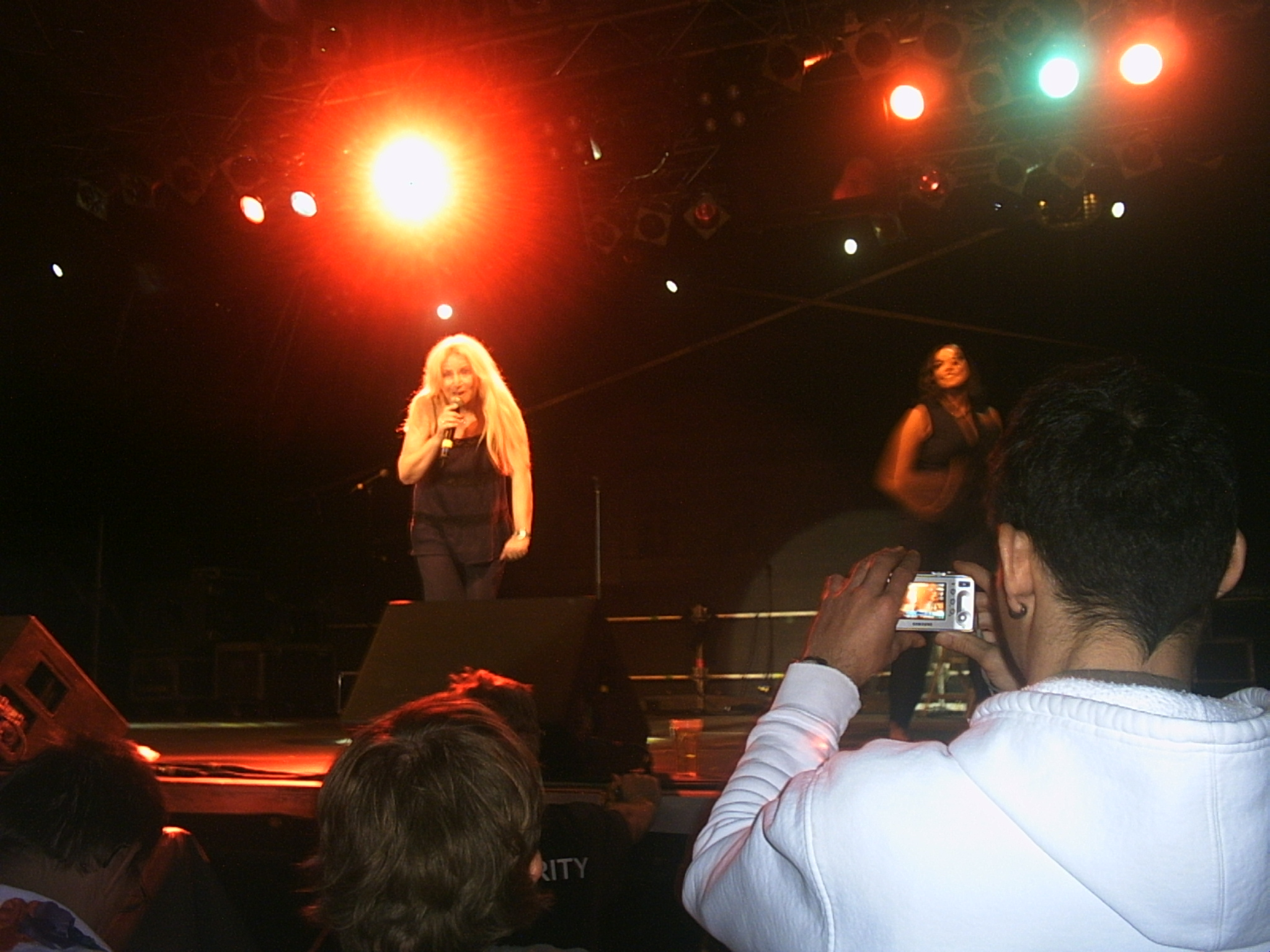
Toni Willé als Pussycat, August 2008 in Haldensleben

2007 brachte der niederländische Schlagersänger Dennis Jones alle drei noch einmal als Backgroundsängerinnen für eine niederländische Schlagerversion von Mississippi (im Reggaestil) zusammen. Dies war das erste Mal, dass Pussycat ihr Erfolgslied auch in ihrer Muttersprache sangen.
Die Frontfrau von Pussycat, Toni Willé (bürgerlich Antonia Johanna Cornelia), arbeitete als Solistin weiter und veröffentlichte in den Niederlanden mehrere Alben, vor allem Countrymusik. Sie sang 2001 Duette mit Benny Neyman und hat bis heute als „Toni Willé“ Auftritte, oft in Deutschland. Bei Oldieveranstaltungen tritt sie mit zwei Backgroundsängerinnen unter dem Namen „Pussycat“ auf. Eine der Begleitsängerinnen ist meistens ihre Tochter Kimberly. 2013 gastierte sie mit Mississippi im ZDF-Fernsehgarten.
Ihr Entdecker, Songschreiber und Begleiter Werner Theunissen, starb am 18. Januar 2010 in einem englischen Restaurant an einem Herzinfarkt. Den letzten Song vor seinem Tode (Impressions) schrieb er für Toni Willé, die ihn im November 2012 auf ihrer Single Impressions – Dedicated to Werner Theunissen veröffentlichte.
Der Gitarrist John Theunissen, der nicht mit Werner Theunissen verwandt war, starb am 19. November 2015 im Alter von 66 Jahren.

## Diskografie

### Alben
| Jahr | Titel                | Höchstplatzierung, Gesamtwochen, AuszeichnungChartplatzierungen (Jahr, Titel, Platzierungen, Wochen, Auszeichnungen, Anmerkungen) | Höchstplatzierung, Gesamtwochen, AuszeichnungChartplatzierungen (Jahr, Titel, Platzierungen, Wochen, Auszeichnungen, Anmerkungen) | Anmerkungen                                                   |
| Jahr | Titel                | DE | NL | Anmerkungen                                                   |
| ---- | -------------------- | --- | --- | ------------------------------------------------------------- |
| 1976 | First of All         | DE10 (46 Wo.)DE | NL4 Platin · (21 Wo.)NL | Erstveröffentlichung: April 1976 Produzent: Eddy Hilberts     |
| 1977 | Souvenirs            | DE28 (8 Wo.)DE | NL6 Gold · (8 Wo.)NL | Erstveröffentlichung: Mai 1977 Produzent: Eddy Hilberts       |
| 1978 | Wet Day in September | — | NL16 (7 Wo.)NL | Erstveröffentlichung: September 1978 Produzent: Eddy Hilberts |
| 1981 | Blue Lights          | — | NL10 (15 Wo.)NL | Erstveröffentlichung: Juni 1981 Produzent: Pim Koopman        |

Weitere Alben
- 1979: Simply to Be with You
- 1983: After All

### Kompilationen
| Jahr | Titel                               | Höchstplatzierung, Gesamtwochen, AuszeichnungChartplatzierungen (Jahr, Titel, Platzierungen, Wochen, Auszeichnungen, Anmerkungen) | Höchstplatzierung, Gesamtwochen, AuszeichnungChartplatzierungen (Jahr, Titel, Platzierungen, Wochen, Auszeichnungen, Anmerkungen) | Anmerkungen                      |
| Jahr | Titel                               | DE | NL | Anmerkungen                      |
| ---- | ----------------------------------- | --- | --- | -------------------------------- |
| 1994 | The Collection & More               | — | NL60 (3 Wo.)NL | Erstveröffentlichung: 1994       |
| 2001 | 25 jaar na Mississippi              | — | NL26 (7 Wo.)NL | Erstveröffentlichung: 2001 2 CDs |
| 2015 | The Golden Years of Dutch Pop Music | — | NL72 (1 Wo.)NL | Erstveröffentlichung: 1994       |

Weitere Kompilationen
- 1979: The Best of Pussycat
- 1982: Collection
- 1983: Het Beste van Pussycat
- 1987: Mississippi
- 1991: De Hits van Pussycat
- 1995: Good for Gold
- 1996: The Very Best of Pussycat Featuring Toni Willé (feat. Toni Willé)
- 1997: 2 in 1 (2 CDs)
- 2004: The Greatest Hits
- 2004: The Complete Collection (Box mit 3 CDs und DVD)
- 2009: Alle 40 goed (2 CDs)

### Singles
| Jahr | Titel Album                                        | Höchstplatzierung, Gesamtwochen, AuszeichnungChartplatzierungen (Jahr, Titel, Album, Platzierungen, Wochen, Auszeichnungen, Anmerkungen) | Höchstplatzierung, Gesamtwochen, AuszeichnungChartplatzierungen (Jahr, Titel, Album, Platzierungen, Wochen, Auszeichnungen, Anmerkungen) | Höchstplatzierung, Gesamtwochen, AuszeichnungChartplatzierungen (Jahr, Titel, Album, Platzierungen, Wochen, Auszeichnungen, Anmerkungen) | Höchstplatzierung, Gesamtwochen, AuszeichnungChartplatzierungen (Jahr, Titel, Album, Platzierungen, Wochen, Auszeichnungen, Anmerkungen) | Höchstplatzierung, Gesamtwochen, AuszeichnungChartplatzierungen (Jahr, Titel, Album, Platzierungen, Wochen, Auszeichnungen, Anmerkungen) | Anmerkungen                         |
| Jahr | Titel Album                                        | DE | AT | CH | UK | NL | Anmerkungen                         |
| ---- | -------------------------------------------------- | --- | --- | --- | --- | --- | ----------------------------------- |
| 1975 | Mississippi First of All                           | DE1 Gold · (32 Wo.)DE | AT4 (32 Wo.)AT | CH1 (21 Wo.)CH | UK1 Gold · (21 Wo.)UK | NL1 (13 Wo.)NL | Erstveröffentlichung: November 1975 |
| 1976 | Georgie First of All                               | DE6 (24 Wo.)DE | AT2 (28 Wo.)AT | CH2 (16 Wo.)CH | — | NL4 (10 Wo.)NL | Erstveröffentlichung: Februar 1976  |
| 1976 | Mississippi (deutsch) –                            | DE24 (8 Wo.)DE | — | — | — | — | Erstveröffentlichung: März 1976     |
| 1976 | Smile First of All                                 | DE9 (27 Wo.)DE | AT10 (16 Wo.)AT | CH8 (12 Wo.)CH | UK24 (7 Wo.)UK | NL2 (12 Wo.)NL | Erstveröffentlichung: August 1976   |
| 1977 | Ein altes Lied (Smile) –                           | DE41 (2 Wo.)DE | — | — | — | — | Erstveröffentlichung: Dezember 1976 |
| 1977 | My Broken Souvenirs Souvenirs                      | DE22 (10 Wo.)DE | AT12 (8 Wo.)AT | CH7 (8 Wo.)CH | — | NL1 (10 Wo.)NL | Erstveröffentlichung: März 1977     |
| 1977 | I’ll Be Your Woman Souvenirs                       | — | — | — | — | NL11 (7 Wo.)NL | Erstveröffentlichung: August 1977   |
| 1977 | If You Ever Come to Amsterdam Wet Day in September | — | — | — | — | NL20 (7 Wo.)NL | Erstveröffentlichung: Dezember 1977 |
| 1978 | Same Old Song Wet Day in September                 | — | — | — | — | NL10 (9 Wo.)NL | Erstveröffentlichung: März 1978     |
| 1978 | Wet Day in September                               | — | — | — | — | NL7 (9 Wo.)NL | Erstveröffentlichung: Juli 1978     |
| 1978 | Hey Joe Wet Day in September                       | — | — | — | — | NL21 (5 Wo.)NL | Erstveröffentlichung: Dezember 1978 |
| 1979 | Daddy Simply to Be with You                        | — | — | — | — | NL14 (8 Wo.)NL | Erstveröffentlichung: August 1979   |
| 1980 | Doin’ La Bamba! Simply to Be with You              | — | — | — | — | NL6 (9 Wo.)NL | Erstveröffentlichung: Juli 1980     |
| 1981 | Then the Music Stopped Blue Lights                 | — | — | — | — | NL11 (9 Wo.)NL | Erstveröffentlichung: April 1981    |
| 1981 | Une chambre pour la nuit Blue Lights               | — | — | — | — | NL25 (5 Wo.)NL | Erstveröffentlichung: Juli 1981     |
| 1981 | Teenage Queenie Blue Lights                        | DE47 (11 Wo.)DE | — | — | — | NL36 (3 Wo.)NL | Erstveröffentlichung: Oktober 1981  |
| 1983 | Lovers of a Kind After All                         | — | — | — | — | NL15 (8 Wo.)NL | Erstveröffentlichung: Februar 1983  |

Weitere Singles
- 1970: Come Back My Dream (als Sweet Reaction)
- 1971: Tell Alain (als Sweet Reaction)
- 1975: Daddy / Tell Alain (als Sweet Reaction)
- 1977: Daddy / It’s Long Ago (als Sweet Reaction)
- 1976: Georgie (deutsch)
- 1977: Abschiedssouvenir
- 1979: Let Freedom Range (Tribute to Martin Luther King)
- 1982: Take a Look at Me
- 1983: Chicano
- 1983: Roll On Sweet Mississippi (nur Promo)
- 1983: Chez-Louis (nur Promo)
- 1984: Light of a Gipsy

## Auszeichnungen für Musikverkäufe
Anmerkung: Auszeichnungen in Ländern aus den Charttabellen bzw. Chartboxen sind in ebendiesen zu finden.
| Land/RegionAuszeichnungen für Musikverkäufe (Land/Region, Auszeichnungen, Verkäufe, Quellen) | Gold     | Platin  | Verkäufe | Quellen           |
| -------------------------------------------------------------------------------------------- | -------- | ------- | -------- | ----------------- |
| Deutschland (BVMI)                                                                           | Gold1    | —       | 250.000  | musikindustrie.de |
| Niederlande (NVPI)                                                                           | Gold1    | Platin1 | 150.000  | nvpi.nl           |
| Vereinigtes Königreich (BPI)                                                                 | Gold1    | —       | 500.000  | bpi.co.uk         |
| Insgesamt                                                                                    | 3× Gold3 | Platin1 |          |                   |